# 吳榮奎
吳榮奎，GBS，CBE，JP（1946年11月20日—），前香港公務員，官至運輸局局長，後曾任公務員敘用委員會主席。

## 履歷
吳榮奎早年就讀喇沙小學，與政商界人士周文耀、醫生蔡堅以及足球員葉尚華為同屆同學。1960年小學畢業後，升讀喇沙書院，1970年取得香港大學社會科學二級榮譽學士學位，並在同年6月加入香港政府。吳初期曾任審查主任和二級行政主任，至1971年8月方轉入政務職系工作，至1995年1月晉升至局長級，至2003年7月退休。
在港英時期，吳榮奎曾在多個決策局和部門服務，曾擔任以下主要職位：
- 布政司署銓敍科副銓敍司：1985年11月至1987年2月
- 布政司署副工商司：1987年2月至7月
- 新聞處副處長：1987年7月至1989年3月
- 公務員薪俸及服務條件常務委員會秘書長：1989年5月至1991年5月
- 布政司辦公室行政署長：1991年6月至1994年1月
- 憲制事務司：1994年1月至1997年8月（回歸後改稱政制事務局局長）

主權移交後，吳榮奎留任特區政府，並獲委任為香港特別行政區主要官員，擔任政制事務局局長。1997年8月，吳接替轉任中央政策組首席顧問蕭炯柱擔任運輸局局長。
吳榮奎在運輸局工作至2002年4月，在4月2日開始退休前休假後，至2003年7月以局長職級榮休。2005年4月，吳接替鮑文，出任為公務員敍用委員會主席，至2014年4月由劉吳惠蘭接替。

## 個人生活
吳榮奎已婚，婚後沒有子嗣。

## 榮譽
- 英帝國司令勳章 （1997年）
- 金紫荊星章 （2002年）
- 非官守太平紳士 （2003年）